# بار مالیاتی
در علم اقتصاد، تعلق واقعی مالیات یا بار مالیاتی (به انگلیسی:tax incidence or tax burden) اثر یک مالیات خاص بر توزیع رفاه اقتصادی است. اقتصاددانان بین نهادهایی که در نهایت بار مالیاتی را تحمل می‌کنند و آنهایی که در ابتدا مالیات بر آنها تحمیل می‌شود تمایز قائل می‌شوند. بار مالیاتی وزن واقعی اقتصادی مالیات را اندازه‌گیری می‌کند و با تفاوت بین درآمدهای واقعی یا خدمات آب و برق قبل و بعد از اعمال مالیات اندازه‌گیری می‌شود و با در نظر گرفتن اینکه چگونه مالیات منجر به تغییر قیمت‌ها می‌شود تعیین شده؛ مثلاً اگر ۱۰ درصد مالیات بر فروشندگان کره اعمال شود، اما در نتیجه قیمت بازار ۸ درصد افزایش یابد، بیشتر بار بر دوش خریداران خواهد بود و نه فروشندگان. مفهوم تعلق واقعی مالیات در ابتدا توسط فیزیوکراس‌های فرانسوی به‌ویژه فرانسوا کنه مورد توجه اقتصاددانان قرار گرفت. فیزیوکراس‌ها استدلال می‌کردند که همه مالیات‌ها در نهایت بر عهده مالکان است و به قیمت رانت زمین است. گفته می‌شود که نرخ مالیات بر دوش گروهی می‌افتد که در نهایت بار مالیات را متحمل می‌شوند یا در نهایت از آن ضرر می‌بینند. مفهوم کلیدی تعلق واقعی مالیات این است که بروز مالیات یا بار مالیاتی به محل جمع‌آوری درآمد بستگی ندارد، بلکه به کشش قیمتی تقاضا و کشش قیمتی عرضه بستگی دارد. به عنوان یک سیاست کلی، وقوع مالیات نباید ناقض اصول یک نظام مالیاتی مطلوب، به ویژه اصل انصاف و اصل شفافیت باشد. مفهوم تعلق واقعی مالیاتر علوم سیاسی و جامعه‌شناسی برای تجزیه و تحلیل سطح منابع استخراج شده از هر قشر اجتماعی به منظور توصیف نحوه توزیع بار مالیاتی بین طبقات اجتماعی استفاده می‌شود. این امر به فرد اجازه می‌دهد تا بر اساس اصول عدالت و برابری عمودی محور، استنباط‌هایی در مورد ماهیت پیش‌رونده سیستم مالیاتی بدست آید.
نظریه تعلق واقعی مالیات تعدادی نتایج عملی و کاربردی نیز دارد. به عنوان مثال، مالیات حقوق و دستمزد تامین اجتماعی ایالات متحده نیمی توسط کارمند و نیمی توسط کارفرما پرداخت می‌شود. با این حال، برخی از اقتصاددانان فکر می‌کنند که کارگر تقریباً تمام بار مالیات را به دوش می‌کشد، زیرا کارفرما مالیات را به صورت دستمزد کمتر دور می‌زند؛ بنابراین گفته می‌شود که نرخ مالیات بر دوش کارمند می‌افتد. با این حال، می‌توان به همان اندازه استدلال کرد که در برخی موارد، وقوع مالیات بر عهده کارفرما است. این به این دلیل است که هم کشش قیمتی تقاضا و هم کشش قیمتی عرضه بر تعلق واقعی مالیات تأثیر می‌گذارد. کنترل قیمت‌ها مانند حداقل دستمزد که کف قیمت را تعیین می‌کند و انحرافات بازار مانند یارانه‌ها یا پرداخت‌های رفاهی نیز تحلیل را پیچیده می‌کند.

## نگارخانه

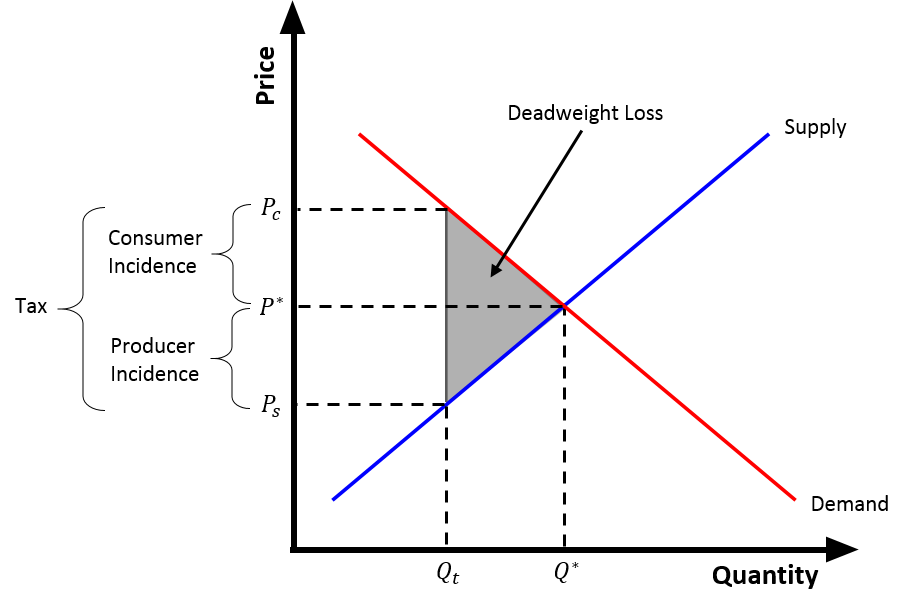
بروز مالیات در رقابتی ایدئال
بار بر دوش تولیدکنندگان
بار مشترک